# 吉沢國雄
吉沢 國雄（よしざわ くにお、1915年5月4日 - 2008年11月9日）は、埼玉県出身の医師。佐久市立国保浅間総合病院名誉院長

## 経歴
- 1915年　埼玉県吉見町に生まれる。
- 1941年　東京帝国大学医学部卒業。
- 1942年　陸軍短期現役軍医中尉任官出征。
- 1954年　中華人民共和国より帰国。
- 1954年　東京大学医学部冲中内科入局。
- 1954年　長野県厚生連安曇病院副院長兼内科主任。
- 1959年　国保浅間病院院長（現：佐久市立国保浅間総合病院）就任。
- 1973年　長野県知事表彰（地域医療功労）。
- 1974年　佐久市健康管理センター所長（至昭和58 年3 月31 日）。
- 1976年　保健文化賞(佐久地域における脳卒中予防対策)。
- 1978年　厚生大臣表彰（国民健康保険事業功労)。
- 1981年　日本糖尿病協会会長表彰（糖尿病協会事業功労）。
- 1987年　勲四等瑞宝章（保健衛生功労）。
- 1992年　日本糖尿病学会坂口賞受賞（糖尿病学進歩功労）。
- 2008年　正六位叙位。
- 2008年　逝去。

浅間総合病院初代院長であり、糖尿病インスリンの自己注射の実現をはじめ、住民と一体となった集団健診や栄養改善、ひと部屋暖房運動など生活様式の改善活動に取組み、脳卒中死亡率の低下をはじめ、長寿のまちの基礎を築いた。

## 地域医療
昭和34 年4 月浅間病院の初代院長として佐久の地に赴任した。当時は、地域住民の健康管理状況は必ずしも良好でなく、脳卒中の死亡率は日本でも最高位であった。このような環境の中で診療と保健予防活動という二本の柱を、地域に密着して住民と共に実践するために、広く地域住民の健康を守る医療、地域医療の推進を提唱し、佐久市立国保浅間病院を中心にその実践活動をした。
　高騰する医療費の歯止めともなる、「病気にならない運動」の推進に大きな役割を果たし、被保険者健康保持増進と国保財政の安定及び住民負担の軽減に貢献した。

## 著書
『検証地域医療』国民健康保険と保健予防活動の成果　社会保険新報社　1978